# Ronaldo Tavera
Ronaldo Tavera (Girardot, Cundinamarca, Colombia. 31 de julio de 1995) es un futbolista colombiano que juega como centrocampista en el atlético guiña de la Primera División de Panamá.

## Clubes
| Club                 | País      | Año           | Partidos | Goles |
| -------------------- | --------- | ------------- | -------- | ----- |
| Atlético Huila       | Colombia  | 2015-2018     | 96       | 0     |
| Deportivo Pereira    | Colombia  | 2019-2020     | 62       | 0     |
| Hermanos Colmenarez  | Venezuela | 2021          | 1        | 0     |
| Atlético Bucaramanga | Colombia  | 2022-2023     | 2        | 0     |
| Atlético Huila       | Colombia  | 2023          | 26       | 0     |
| Umecit FC            | Panamá    | 2024-presente | 0        | 0     |

## Palmarés

### Campeonatos nacionales
| Título    | Clunb             | País     | Año  |
| --------- | ----------------- | -------- | ---- |
| Primera B | Deportivo Pereira | Colombia | 2019 |